# Notisis charcoti
Notisis charcoti är en korallart som beskrevs av Philip Alderslade 1998. Notisis charcoti ingår i släktet Notisis och familjen Isididae.
Artens utbredningsområde är Södra Ishavet. Inga underarter finns listade i Catalogue of Life.